# Huayllamarca (plaats)
Huayllamarca is een plaats in het departement Oruro, Bolivia. Het is hoofdplaats van de gemeente Huayllamarca, gelegen in de Nor Carangas provincie (identisch met de gemeente).
In de provincie Nor Carangas spreekt 96 procent van de bevolking het Aymara.

## Bevolking
| Jaar | Populatie |
| ---- | --------- |
| 1992 | 267       |
| 2001 | 439       |
| 2012 | 352       |